# Magusa divida
Magusa divida là một loài bướm đêm trong họ Noctuidae.